# Рудолф VI фон Тирщайн
Рудолф VI (II) фон Тирщайн (на немски: Rudolf VI (II) fon Tierstein; * пр. 1208; † сл. 24 август 1262/1265) от линията Фробург-Хомберг е граф на Тирщайн в Зизгау, Швейцария.

## Биография
Той е син на граф Рудолф V фон Тирщайн (I) († 1236, убит) и съпругата му Гепа фон Фробург († сл. 1208), дъщеря на граф Фолмар II фон Фробург († 1175). Майка му е племенница на Лудвиг II фон Фробург, епископ на Базел (1164 – 1179), а баща му е брат на Вернер фон Тирщайн († сл. 1245), каноник в Базел.
Замъкът „Алт-Тирщайн“ (в Ааргау) вероятно е построен още през 10 век. Фамилията се разделя през 1149 г. на две линии. През 1294/1295 г. се построява замък „Ной-Тирщайн“ (в кантон Золотурн), който става централната резиденция. Старият замък Алт-Тирщайн е ползван до 15 век.
Синовете му Рудолф III и Зигмунд II фон Тирщайн стават пфалцграфове на Базел (на епископа на Базел). Около средата на 14 век фамилията Тирщайн се разделя на две линии. Едната линия живее веднага във Фарнсбург, а другата в Ной-Тирщайн и Пфефинген.

## Фамилия
Първи брак: със София фон Фробург? († сл. 1208). Те имат двама сина:
- Рудолф VII (III) фон Тирщайн († 17/27 август 1318, погребан в катедралата на Базел), граф на Тирщайн, пфалцграф на Базел (на епископа на Базел), женен I. за Беатрикс фон Геролдсек († сл. 1267), дъщеря на Буркард IV фон Геролдсек († сл. 1238) и дъщерята на вилдграф Герхард I фон Кирбург († сл. 1198), II. сл. 1267 г. за Елизабет фон Клинген († сл. 1316)
- Херман фон Тирщайн († пр. 1308)

Втори брак: с Елиза фон Геролдсек († сл. 1265), дъщеря на Буркард IV фон Геролдсек († сл. 1238) и дъщерята на вилдграф Герхард I фон Кирбург († сл. 1198) и фон Саарбрюкен. Те имат седем деца:
- Лудвиг фон Тирщайн († сл. 1295)
- Зигмунд II фон Тирщайн († 4 май 1320, погребан в катедралата на Базел), граф на Тирщайн, господар на Фарнсбург, пфалцграф на Базел, женен сл. 1271 г. за Агнес фон Вайсенбург († сл. 1334)
- Херман фон Тирщайн († 19 февруари 1295/11 юни 1299/16 април 1308), каноник в Страсбург
- Хайнрих I фон Тирщайн († сл. 1271)
- Вернер фон Тирщайн († сл. 1279)
- Валрам I фон Тирщайн († сл. 1271)
- Мехтилд фон Тирщайн, омъжена за Хартман фон Бирвил